# Opel Blitz
L'Opel Blitz è stato un modello di autocarro prodotto dalla Opel dal 1930 al 1975 il cui nome proviene dal termine in lingua tedesca dell'elemento che negli anni sessanta sarebbe diventato parte integrante del logo aziendale: la saetta.
Entrato in produzione nel 1930, le sue caratteristiche progettuali sono tipicamente di scuola statunitense, visto che la Opel era stata assorbita dalla General Motors nel 1929. Il motore, sei cilindri a benzina, è un Buick costruito su licenza in Germania. Successivamente fu disponibile anche un moderno motore a sei cilindri da 75 CV con valvole in testa della Opel Admiral. La trazione, per il tipo "S" era solo posteriore e venne approntata, nel 1940, una versione (tipo "A") con trazione anteriore inseribile.
Dal suo telaio vennero ricavati innumerevoli allestimenti, da quelli classici di trasporto di merci in versioni chiuse furgonate a quelle fornite di cassone e telo per passare alle versioni autobus o ad usi specifici come ad esempio per mezzi antincendio.

## Versione militare

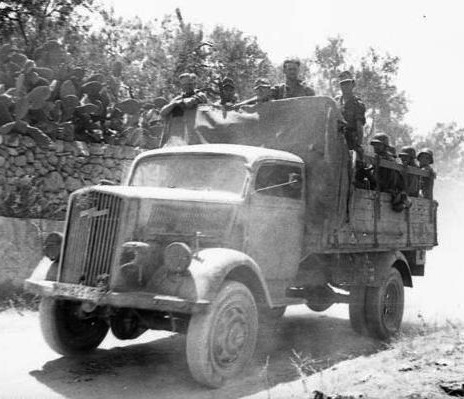
Un Opel-Blitz della Wehrmacht

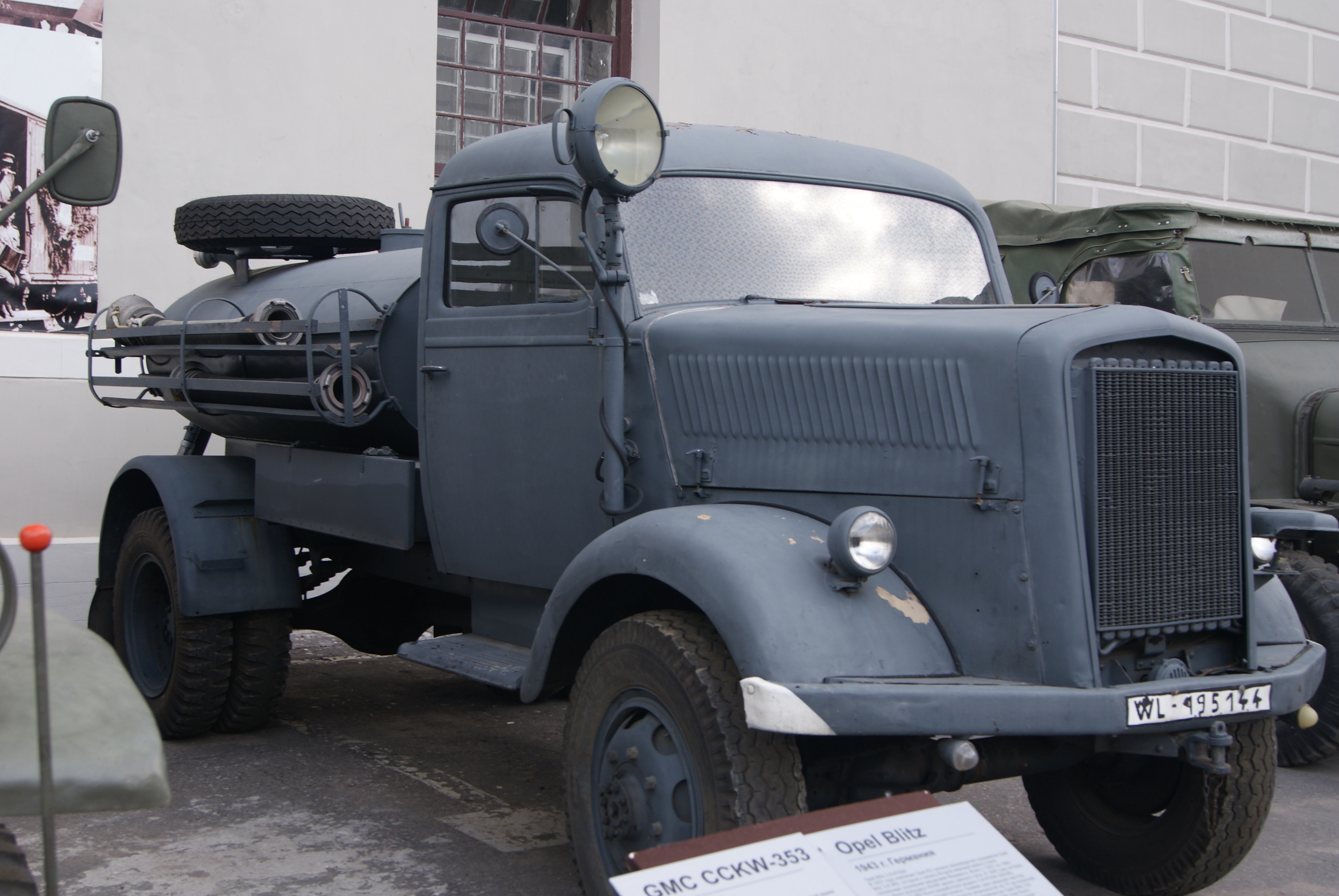
Un Opel Blitz in versione autocisterna

Erano disponibili varie versioni del Blitz, con vari passi e pesi lordi, da carichi utili che andavano da 1,5 a 3 tonnellate. Nella versione da 3 tonnellate fu il principale autocarro tattico tedesco della seconda guerra mondiale nonostante che nella sua versione base, la più diffusa, fosse un mezzo 4x2 di cui vennero costruiti 70.000 esemplari (Typ S); della versione 4x4 ne vennero costruiti invece 25.000 esemplari (Typ A). Esso contribuì grandemente a razionalizzare il parco veicoli dell'esercito, con oltre 100 modelli in servizio alla fine degli anni trenta.
La sua caratteristica più famosa era quella di avere le ruote posteriori doppie, in un tentativo di diminuire la pressione specifica sul terreno senza aggiungere un terzo asse, ma i risultati non furono pienamente all'altezza dei veicoli a tre assi. Gli ultimi modelli costruiti durante il conflitto avevano carrozzeria in legno e pure l'abitacolo fu realizzato in legno e cartone pressato, per ovviare alla scarsità di materie prime.
Un modello particolare, apparso sul fronte russo nei reparti delle SS, fu l'autocarro semicingolato Maultier ("mulo"), avente le ruote posteriori sostituite dal treno di rotolamento del carro armato Inglese Carden Loyd. 
Questa particolare applicazione (nota anche come "half-track") a seconda della tipologia di terreno risulterà più funzionale dei veicoli gommati a trazione integrale.
Altre versioni compresero mezzi di comando, autoambulanze, lavanderie campali ed altro ancora. Rommel gli preferì tuttavia un grosso autocarro inglese, chiamato Mammouth, che con le sue ruote di grande diametro era più adatto alla sabbia del deserto.
Alcuni esemplari di Opel Blitz vennero modificati per poter costituire i cosiddetti Gaswagen, in seguito utilizzati dai nazisti per sterminare gli ebrei.
Molti esemplari vennero ceduti dalla Germania all'alleato italiano e impiegati dal Regio Esercito e dalla Regia Aeronautica.

### Caratteristiche tecniche Opel Blitz "S" del 1937
- Passo: 3,60 m
- Motore: Opel ciclo Otto sei cilindri da 3.626 cc
- Potenza max: 75 CV
- Trazione: Posteriore
- Trasmissione: 5 velocità avanti + retro
- Sospensioni: Assali rigidi con balestre
- Portata: Oltre 3 tonn
- Pneumatici: 190-20 (oppure 7,50-20 su gemellate posteriori)

## Dopoguerra

### 1952-1960
Negli anni del dopoguerra, il Blitz prebellico, con alcuni ammodernamenti, continuò ad essere costruito. Dal 1952 è stato presentato un nuovo Blitz da 1,5 tonnellate. Anche se mantenne il vecchio telaio e il motore dell'anteguerra, utilizzò una versione modificata della cabina del camion americano Chevrolet/GMC Advance Design, che era molto più moderna delle cabine prebelliche.
Allo stesso tempo c'erano anche autocarri leggeri dal design simile di Borgward (B 1500) e Hanomag (Hanomag L 28). L'Opel Blitz riprogettato era disponibile come furgone e Pick-up. Il nuovo modello era stato inizialmente progettato per un carico utile di 1,75 tonnellate (poi 2 tonnellate), ma tecnicamente si basava quasi invariato rispetto al suo predecessore ed era ancora alimentato esclusivamente da motori a benzina a sei cilindri. Grazie al suo design arrotondato, l'auto era popolarmente conosciuta come "Weichblitz". Sebbene la concorrenza fosse già molto più forte – Daimler-Benz in particolare conquistò numerosi clienti alla Opel con la Mercedes-Benz L 319 lanciata nel 1955 – l’Opel Blitz rimase il leader del mercato degli autocarri leggeri durante gli anni ’50. L'Opel Blitz servì anche come base per un piccolo camion dei pompieri, il modello LF-8.
Su base contrattuale, Kässbohrer Fahrzeugwerke costruì le carrozzerie degli "autobus panoramici" Blitz su telai Opel, che offrivano spazio per 17 persone. Tra il 1953 e il 1956 Kässbohrer produsse 67 carrozzerie di autobus. Il motore a sei cilindri in linea aveva 58 CV e una cilindrata di 2.473 cc. La velocità massima era di 95 km/h.

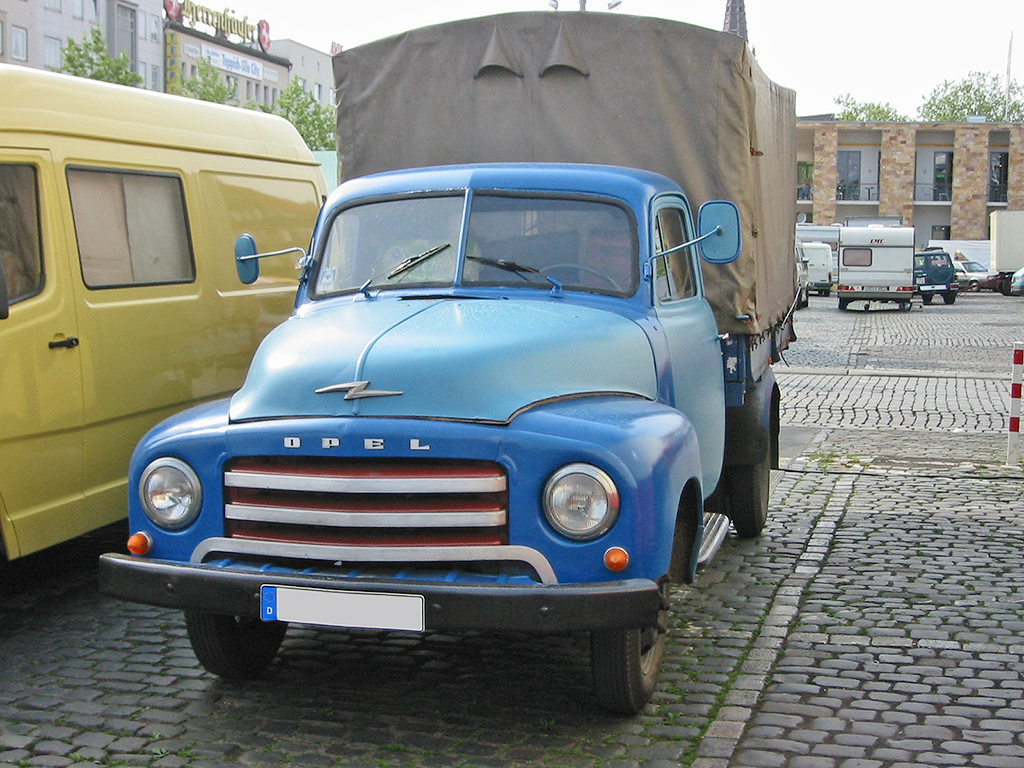
Camion con pianale Opel Blitz 1952-1960
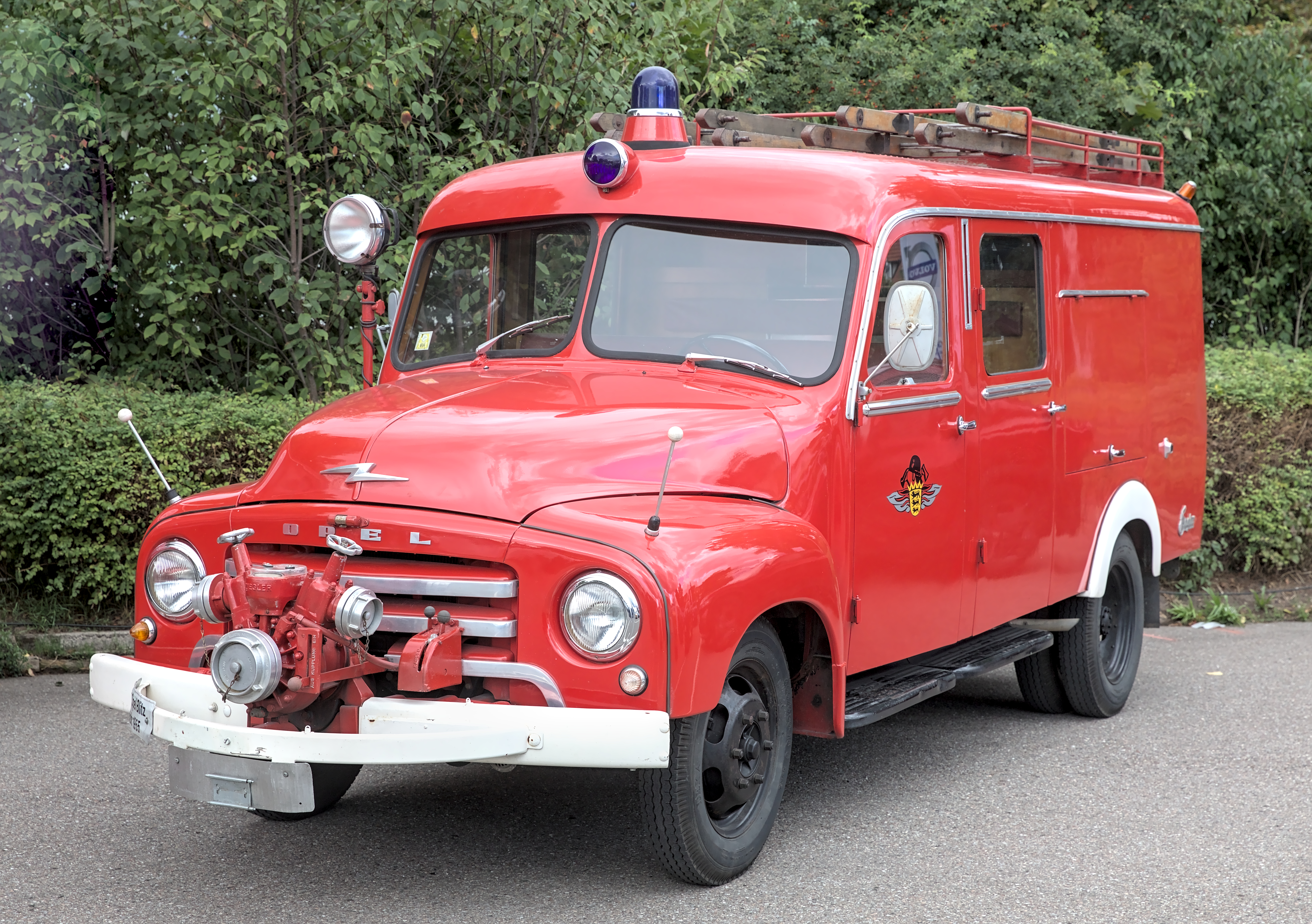
Il camion dei pompieri Opel Blitz 1952-1960
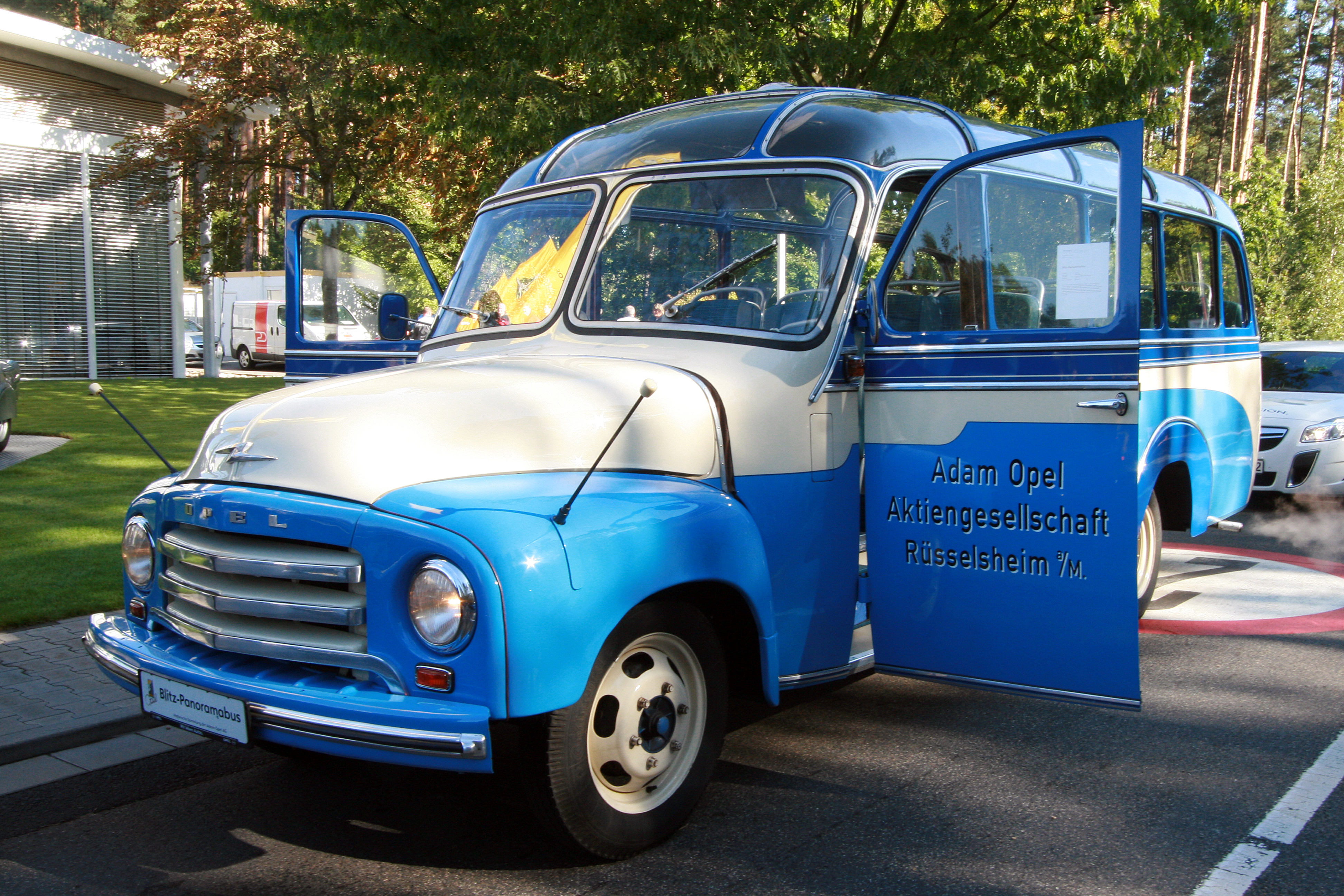
Autobus Opel Blitz 1953-1960

### 1960-1965
Dal 1960 in poi fu prodotto e offerto un moderno Opel Blitz, che sostituì il vecchio modello e ora era progettato per un carico utile di 1,9 tonnellate. Presentava una cabina completamente nuova, più moderna e senza lo stile americano, più in sintonia con le tendenze europee dell'epoca. Il cofano era diventato molto più corto, i motori a benzina della gamma di autovetture (Opel Kapitän) continuavano a fungere da propulsore e un motore diesel non era ancora disponibile. Questa circostanza portò Opel a perdere ulteriori quote di mercato nel periodo successivo, perché i clienti richiedevano sempre più motori diesel più economici e li ottenevano anche dalla concorrenza.

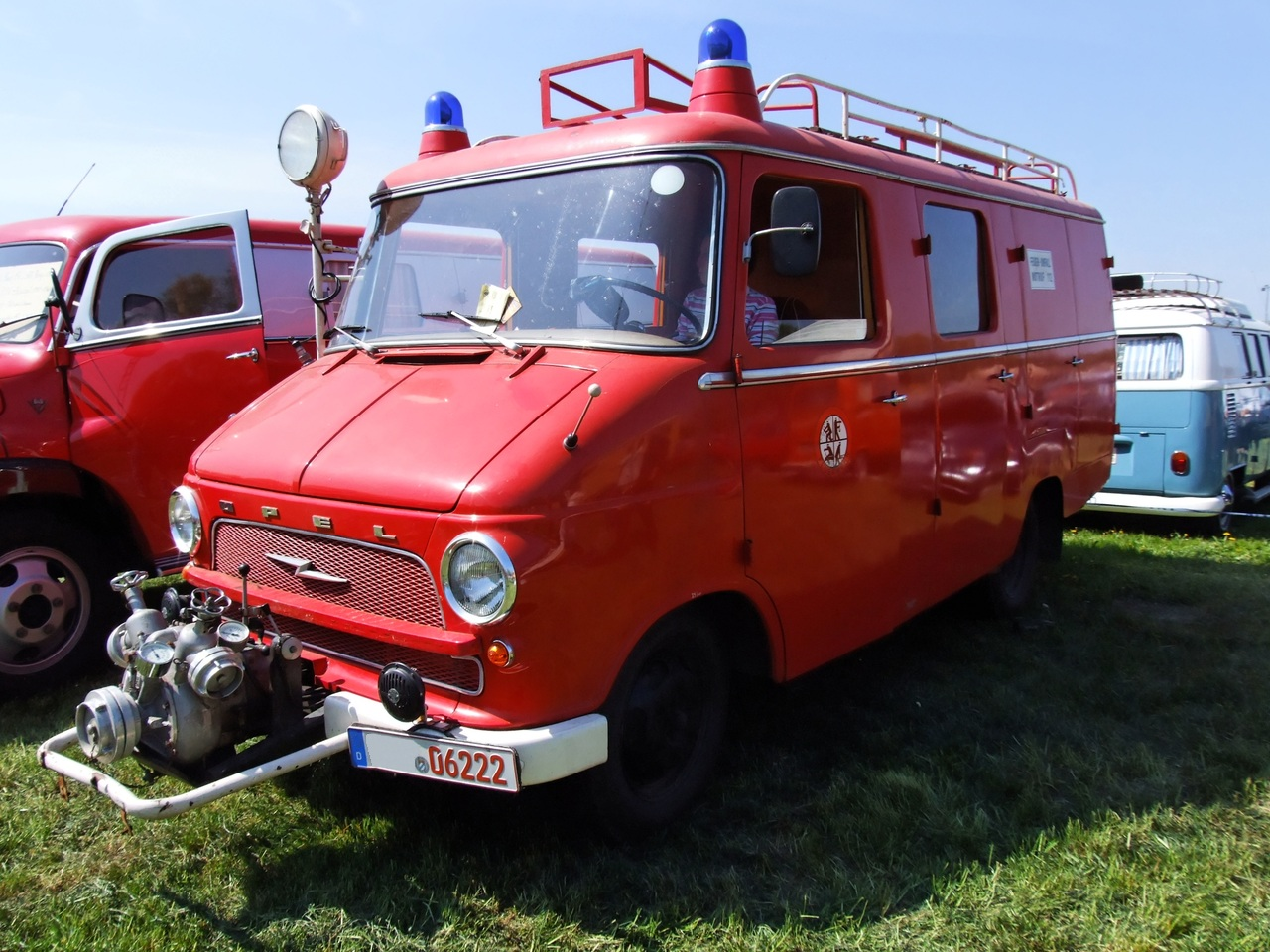
Il camion dei pompieri Opel Blitz
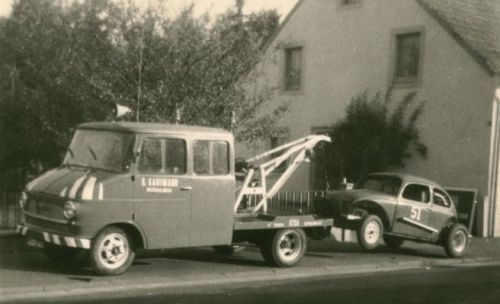
Carro attrezzi Opel Blitz

### 1965-1975
Nel 1965 arrivò sul mercato l'ultima generazione della Opel Blitz, si trattava di una revisione della variante precedente, soprattutto nella zona dello stelo. Inoltre furono installati solo motori a benzina. Inizialmente si trattava del motore a quattro cilindri CIH di nuova concezione, introdotto con la Opel Rekord B. Si trattava della variante da 1,9 litri, la cui potenza fu ridotta a 70 CV per la Blitz, a favore di una migliore curva di coppia. È stato utilizzato un cambio a quattro velocità. Per quanto riguarda il telaio, è rimasta la struttura convenzionale del telaio con assi rigidi e sospensioni a balestra.
Nel 1966 fu aggiunto un motore a sei cilindri da 80 CV.
Il desiderio dei clienti per i veicoli diesel venne ignorato fino al 1968, causando un continuo calo delle vendite. Dal 1968, la Blitz fu finalmente disponibile con un motore diesel, questo motore a quattro cilindri da 2,1 litri proveniva dalla gamma di autovetture Peugeot. Ciò portò un miglioramento a breve termine nei dati di produzione, ma nel frattempo i fulmini avevano perso troppo terreno. Da parte del produttore, la cui attività di autovetture all'epoca stava andando brillantemente, si decise di non sviluppare un successore. Le vendite hanno continuato a languire a un livello basso e lentamente sono crollate ulteriormente. Il Blitz fu interrotto nel 1975 senza un modello successivo.

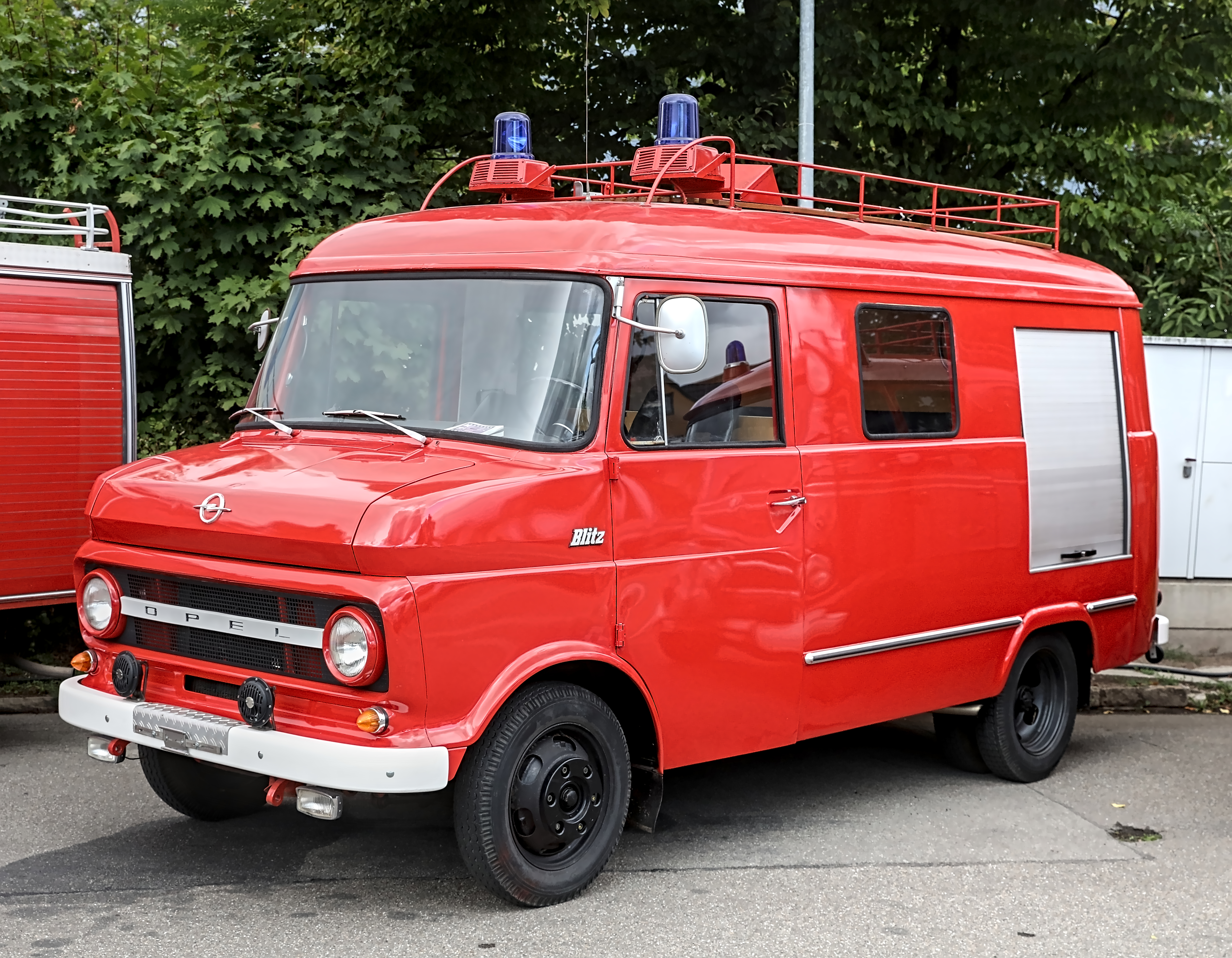
Il camion dei pompieri Opel Blitz
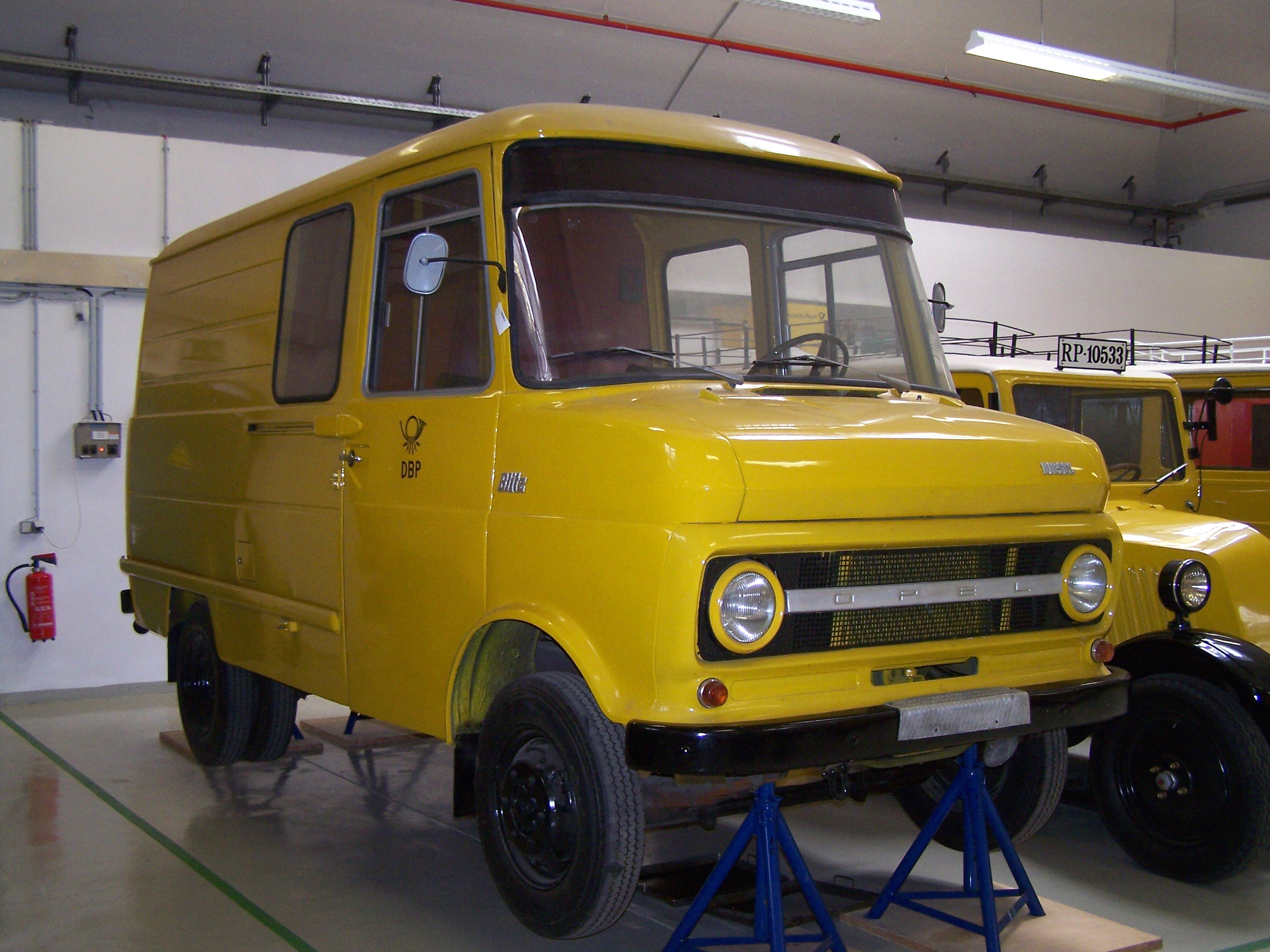
Opel Blitz nel deposito museale del Museo della comunicazione con costruzione di Voll, Würzburg
- Veicolo Opel Blitz del Circo Knie
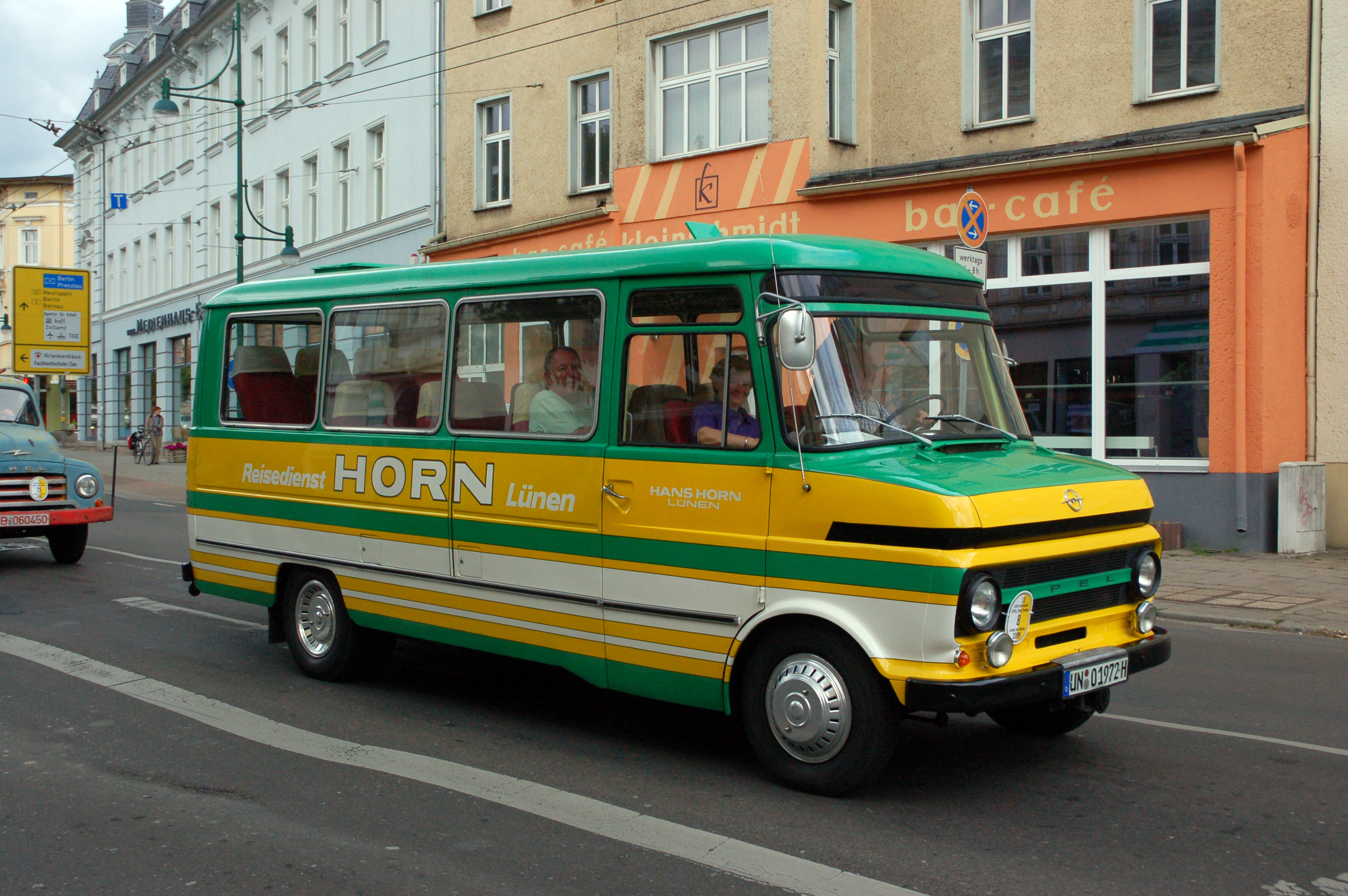
Autobus Blitz del 1965/2009 a Eberswalde come veicolo storico
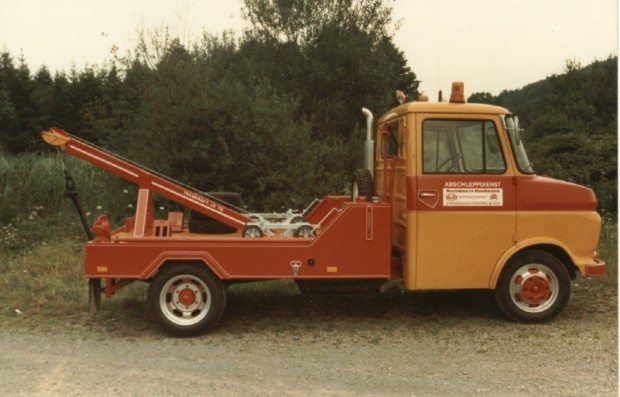
Carro attrezzi Opel Blitz all'inizio degli anni '80 (produttore di carrozzerie Kaufmann Zweibrücken)
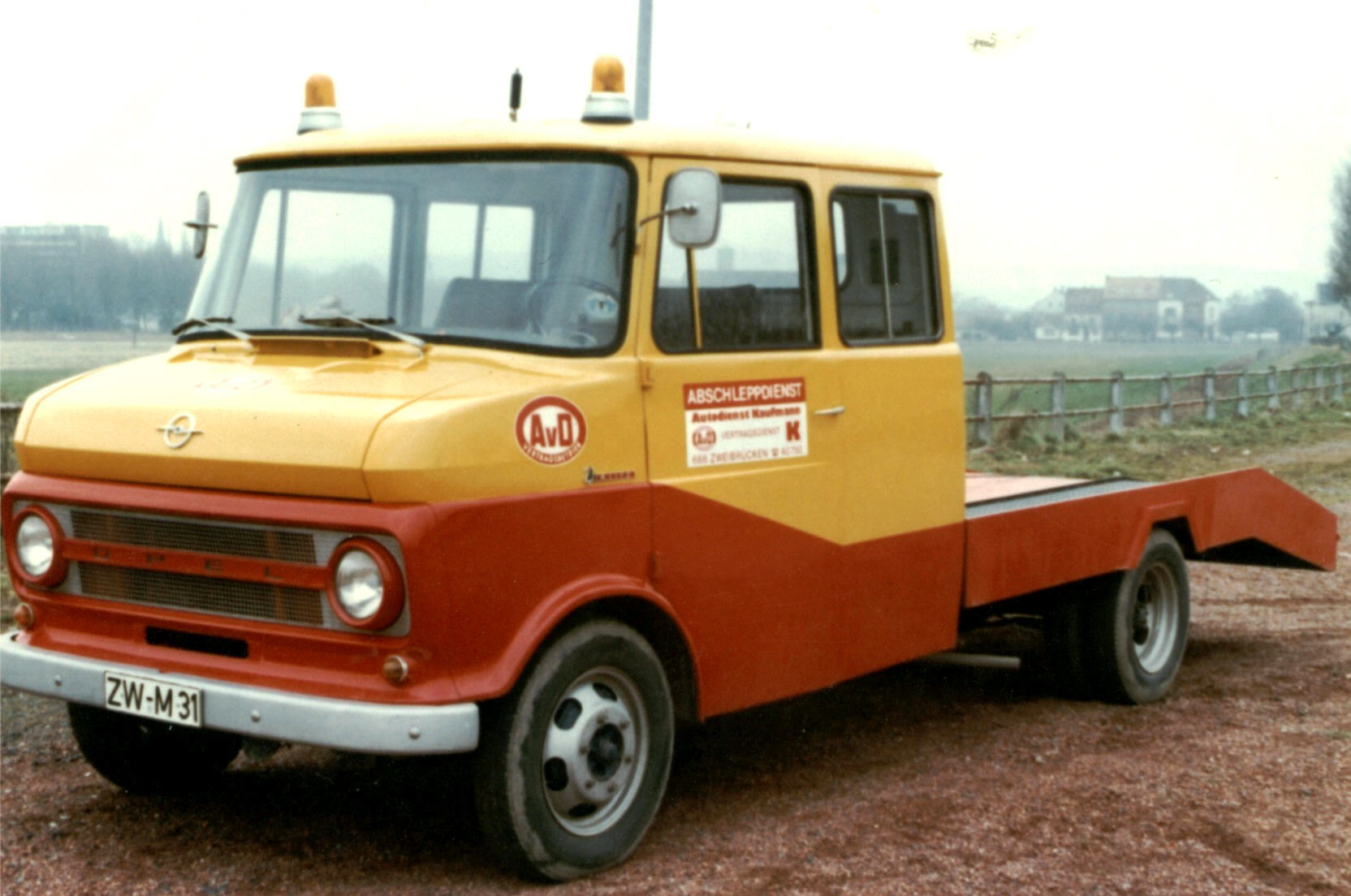
Opel Blitz doppia cabina a pianale ribassato all'inizio degli anni '80 (produttore di carrozzerie Kaufmann Zweibrücken)

## Successore
Dagli anni '70, GM importò il britannico Bedford CF nel mercato tedesco, come Bedford Blitz. Tuttavia, questo furgone era di dimensioni leggermente più piccole rispetto al Blitz originale e aveva un carico utile molto inferiore. In effetti, solo le versioni più pesanti raggiungevano all'incirca lo stesso carico utile del Blitz standard. Disponibile dal 1973 al 1987, il suo successo rimase modesto.